# Point Hope

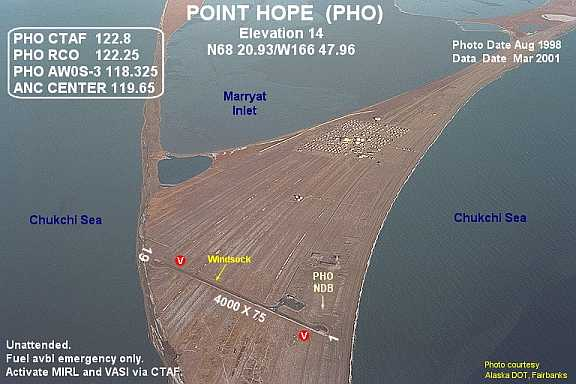
Aeropuerto de Punto Esperanza (IATA: PHO, ICAO: PAPO, FAA LID: PHO)

Point Hope es una ciudad ubicada en el borough de North Slope en el estado estadounidense de Alaska. En el Censo de 2010 tenía una población de 674 habitantes y una densidad poblacional de 53,26 personas por km².
Como muchas comunidades aisladas en Alaska , la ciudad no tiene conexiones por carretera o ferrocarril con el mundo exterior, y se debe acceder a ella por mar o por aire en el Aeropuerto de Point Hope.

## Historia
Antes de cualquier asentamiento moderno, los Ipiutak vivían aquí.
El nombre descriptivo inuit del lugar, "Tikarakh" o " Tikiġaq ", comúnmente escrito "Tiagara", significa "dedo índice". Fue registrado como "Tiekagagmiut" en 1861 por P. Tikhmeniev Wich del Departamento Hidrográfico Ruso y en la Carta Rusa 1495 se convirtió en "Tiekaga". El emplazamiento de este antiguo pueblo era ventajoso porque la protuberancia de Point Hope en el mar acercaba a las ballenas a la orilla. En Tikigaq construyeron casas semisubterráneas utilizando principalmente huesos de ballena y madera flotante. Point Hope es uno de los sitios continuamente ocupados más antiguos de América del Norte. Si bien algunas de las viviendas anteriores se han perdido debido a la erosión a medida que el punto se reduce, todavía proporciona información valiosa a los arqueólogos sobre cómo los primeros esquimales sobrevivieron en su duro entorno. El sitio de Tikigaq es "con diferencia, el sitio de un período más extenso y completo descubierto y descrito hasta ahora en toda la región circumpolar". - Helge Larsen.
Los primeros europeos registrados que avistaron este cabo fueron los exploradores rusos Mijaíl Vasiliev y Gleb Shishmaryov de la Armada Imperial Rusa en los barcos Otkrietie y Blagonamierennie. Vasiliev y Shishmaryov llamaron a esta cabecera Mys Golovnina, en honor al vicealmirante Vasily Golovnin (1776-1831).
El cabo en Point Hope fue rebautizado por el capitán Frederick William Beechey de la Royal Navy , quien escribió el 2 de agosto de 1826: "Lo llamé Point Hope en homenaje a Sir William Johnstone Hope ". Según el archidiácono Stuck Hope provenía de una "casa muy conocida conectada desde hace mucho tiempo con el mar".
Noel Wien realizó el primer vuelo aquí en agosto de 1927.
Los residentes de Point Hope se opusieron con éxito al Proyecto Chariot en 1962. El proyecto habría implicado detonaciones termonucleares enterradas a unas 30 millas (48 km) de la aldea para crear un puerto artificial de aguas profundas, que solo habría sido utilizable unos tres meses al año.

## Geografía
Point Hope se encuentra en las coordenadas 68°20′38″N 166°40′22″O / 68.34389, -166.67278. Según la Oficina del Censo de los Estados Unidos, Point Hope tiene una superficie total de 12,65 km², de la cual 12,48 km² corresponden a tierra firme y (1,39%) 0,18 km² es agua.
Point Hope está ubicado en la cabecera terrestre de Point Hope , en el extremo noroeste de la península de Lisburne , en la costa del mar de Chukchi , a 40 millas (64 km) al suroeste del cabo Lisburne, en la vertiente ártica a 68°20′49″N 166°45′. 47″W (68.347052, -166.762917). Está justo encima del círculo polar ártico .
Según la Oficina del Censo de Estados Unidos, la ciudad tiene una superficie total de 6,4 millas cuadradas (17 km²), de las cuales 6,3 millas cuadradas (16 km²) son tierra y 0,1 millas cuadradas (0,26 km²) (1,09 %) es agua.
En diciembre de 2017, The New York Times describió Point Hope, informando que "un efecto secundario sorprendente y agridulce del calentamiento global" pronto traería a Point Hope "una de las conexiones a Internet más rápidas de Estados Unidos".

## Demografía
Según el censo de 2010, había 674 personas residiendo en Point Hope. La densidad de población era de 53,26 hab./km². De los 674 habitantes, Point Hope estaba compuesto por el 5,79% blancos, el 0,45% eran negros, el 89,47% eran amerindios, el 0,15% eran de otras razas y el 4,15% pertenecían a dos o más razas. Del total de la población el 1,93% eran hispanos o latinos de cualquier raza.
Point Hope apareció por primera vez en el censo estadounidense de 1880 como el asentamiento inuit no incorporado de "Tikirak". Todos sus 276 residentes eran inuit. En 1890, regresó como Point Hope. De sus 301 residentes, 295 eran nativos, 5 eran blancos y 1 era "Otro". Continuó regresando como Point Hope en 1900 y 1910. De 1920 a 1940, regresó como el pueblo de "Tigara" (con el nombre alternativo de Point Hope). En 1950, volvió a llamarse Point Hope y ha seguido haciéndolo hasta la fecha. En 1966 se constituyó formalmente.
Según el censo de Estados Unidos de 2010 , había 674 personas viviendo en la ciudad. La composición racial de la ciudad era 87,8% nativos americanos, 5,8% blancos, 0,4% negros, 0,1% de alguna otra raza y 3,9% de dos o más razas. El 1,9% eran hispanos o latinos de cualquier raza.
Según el censo del 2000, había 757 personas, 186 hogares y 151 familias viviendo en la ciudad. La densidad de población era de 119,4 habitantes por milla cuadrada (46,1/km²). Había 215 unidades de vivienda con una densidad promedio de 33,9 por milla cuadrada (13,1/km²). La composición racial de la ciudad era 8,72 % blanca, 0,13 % negra o afroamericana, 87,05 % nativa americana , 0,13 % asiática, 0,13 % de otras razas y 3,83 % de dos o más razas. El 1,72 % de la población era hispana o latina.de cualquier raza.
Había 186 hogares, de los cuales el 54,8% tenían niños menores de 18 años que vivían con ellos, el 50,0% eran parejas casadas que vivían juntas, el 19,4% tenían una mujer como cabeza de familia sin marido presente y el 18,3% no eran familias. El 13,4% de todos los hogares estaban formados por personas individuales y el 2,2% tenía alguien que vivía solo y tenía 65 años o más. El tamaño medio del hogar era de 4,07 y el tamaño medio de la familia era de 4,50.
En la ciudad, la distribución por edades de la población muestra 42,5% menores de 18 años, 11,6% de 18 a 24, 26,0% de 25 a 44, 14,7% de 45 a 64 y 5,2% que tenían 65 años o más. más viejo. La mediana de edad fue 22 años. Por cada 100 mujeres, había 122,6 hombres. Por cada 100 mujeres de 18 años y más, había 118,6 hombres.
El ingreso medio de un hogar en la ciudad era de 63.125 dólares y el ingreso medio de una familia era de 66.250 dólares. Los hombres tenían un ingreso medio de 41.750 dólares frente a 35.625 dólares de las mujeres. El ingreso per cápita de la ciudad fue de 16.641 dólares. Alrededor del 13,9 % de las familias y el 14,8 % de la población estaban por debajo del umbral de pobreza, incluido el 17,3 % de los menores de 18 años y el 16,2 % de los de 65 años o más.

### Población histórica (censo decenal de los Estados Unidos)
- 1880-276 habitantes
- 1890-301 habitantes- +9.1%
- 1900-623 habitantes- +107.0%
- 1910-243 habitantes- −61.0%
- 1920-141 habitantes- −42.0%
- 1930-139 habitantes- −1.4%
- 1940-257 habitantes- +84.9%
- 1950-264 habitantes- +2.7%
- 1960-324 habitantes- +22.7%
- 1970-386 habitantes- +19.1%
- 1980-464 habitantes- +20.2%
- 1990-639 habitantes- +37.7%
- 2000-757  - +18.5%
- 2010-674 habitantes- −11.0%
- 2020-830 habitantes- +23.1%

## Educación
El distrito escolar de North Slope Borough opera la escuela Tikiġaq en Point Hope.

## Salud
La venta, importación y posesión de alcohol están prohibidas en el pueblo.

## Personas notables
- John B. Driggs (1852-1914), médico que escribió Short Sketches of Oldest America (1905), una colección de historias y bocetos de los nativos iñupiaq de Point Hope.
- Caroline Cannon , galardonada con el Premio Ambiental Goldman en 2012. Además de su activismo ambiental, Cannon ha trabajado intermitentemente en el concejo municipal de Point Hope durante muchos años, incluido el cargo de alcaldesa de 1998 a 2001.